# Boris Cmiljanić
Boris Cmiljanić (in serbo Борис Цмиљанић?; Podgorica, 17 marzo 1996) è un calciatore montenegrino, attaccante del Sepsi.

## Caratteristiche tecniche
Centravanti dotato fisicamente, veloce e abile nel dribbling, per la sua duttilità tattica può essere schierato anche come ala.

## Carriera

### Club
Cresciuto nel Budućnost, ha esordito in prima squadra nel 2012, a soli 16 anni. Nel 2014 viene acquistato per 600.000 euro dal PSV, con cui disputa due stagioni con la squadra riserve. Il 4 luglio 2016 passa all'Huesca, con cui firma un triennale. Il 15 gennaio 2017 viene ceduto in prestito semestrale al Levante B; rientrato all'Huesca, il 13 settembre si svincola dal club spagnolo. Il 22 gennaio 2018 viene tesserato dallo Slovan Bratislava, con cui si lega fino al 2022.

### Nazionale
Ha esordito con la nazionale Under-21 montenegrina il 13 ottobre 2015, nella partita di qualificazione all'Europeo del 2017 pareggiata per 3-3 contro la Repubblica Ceca.

## Statistiche

### Presenze e reti nei club
Statistiche aggiornate al 23 luglio 2019.
| Stagione                 | Squadra                  | Campionato               | Campionato | Campionato | Coppe nazionali | Coppe nazionali | Coppe nazionali | Coppe europee | Coppe europee | Coppe europee | Altre coppe | Altre coppe | Altre coppe | Totale | Totale |
| Stagione                 | Squadra                  | Comp                     | Pres       | Reti       | Comp            | Pres            | Reti            | Comp          | Pres          | Reti          | Comp        | Pres        | Reti        | Pres   | Reti   |
| ------------------------ | ------------------------ | ------------------------ | ---------- | ---------- | --------------- | --------------- | --------------- | ------------- | ------------- | ------------- | ----------- | ----------- | ----------- | ------ | ------ |
| 2012-2013                | Budućnost                | PL                       | 15         | 1          | CM              | 2               | 0               | UCL           | -             | -             | -           | -           | -           | 17     | 1      |
| 2013-2014                | Budućnost                | PL                       | 13         | 1          | CM              | 0               | 0               | -             | -             | -             | -           | -           | -           | 13     | 1      |
| Totale Budućnost         | Totale Budućnost         | Totale Budućnost         | 28         | 2          |                 | 2               | 0               |               | -             | -             |             | -           | -           | 30     | 2      |
| 2014-2015                | Jong PSV                 | ED                       | 10         | 1          | -               | -               | -               | -             | -             | -             | -           | -           | -           | 10     | 1      |
| 2015-2016                | Jong PSV                 | ED                       | 18         | 3          | -               | -               | -               | -             | -             | -             | -           | -           | -           | 18     | 3      |
| Totale Jong PSV          | Totale Jong PSV          | Totale Jong PSV          | 28         | 4          |                 | -               | -               |               | -             | -             |             | -           | -           | 28     | 4      |
| 2016-2017                | Huesca                   | SD                       | 8          | 0          | CR              | 3               | 0               | -             | -             | -             | -           | -           | -           | 11     | 0      |
| gen.-giu. 2017           | Atlético Levante         | SDB                      | 12+1       | 0          | -               | -               | -               | -             | -             | -             | -           | -           | -           | 13     | 0      |
| gen.-giu. 2018           | Slovan Bratislava        | SL                       | 3          | 0          | CS              | 0               | 0               | UEL           | -             | -             | -           | -           | -           | 3      | 0      |
| 2018-2019                | Slovan Bratislava        | SL                       | 12         | 1          | CS              | 1               | 1               | UEL           | 4             | 1             | -           | -           | -           | 17     | 3      |
| 2019-2020                | Slovan Bratislava        | SL                       | 0          | 0          | CS              | 0               | 0               | UCL           | 0             | 0             | -           | -           | -           | 0      | 0      |
| Totale Slovan Bratislava | Totale Slovan Bratislava | Totale Slovan Bratislava | 15         | 1          |                 | 1               | 1               |               | 4             | 1             |             | -           | -           | 20     | 3      |
| Totale carriera          | Totale carriera          | Totale carriera          | 91+1       | 7          |                 | 6               | 1               |               | 4             | 1             |             | -           | -           | 102    | 9      |

## Palmarès

### Club

#### Competizioni nazionali
- Coppa del Montenegro: 1

Budućnost: 2012-2013
- Coppa di Slovacchia: 1

Slovan Bratislava: 2017-2018
- Campionato slovacco: 1

Slovan Bratislava: 2018-2019